# ریکاردو گایگو
ریکاردو گایگو (به اسپانیایی: Ricardo Gallego) بازیکن فوتبال اهل اسپانیا است که از سال ۱۹۸۲ تا ۱۹۸۸ میلادی عضو تیم ملی فوتبال اسپانیا بوده و در ۴۲ بازی ملی حضور داشته‌است. او در بازی‌های ملی‌اش ۲ گل به ثمر رساند.